# Festuca parodii
Festuca parodii är en gräsart som beskrevs av St.-yves. Festuca parodii ingår i släktet svinglar, och familjen gräs. Inga underarter finns listade i Catalogue of Life.